# Doyen
 For alternative betydninger, se Doyen (flertydig). (Se også artikler, som begynder med Doyen)
Den af ambassadørerne i et land, som har haft posten længst, kaldes det diplomatiske korps' Doyen og varetager det diplomatiske korps' fælles interesser over for opholdslandets udenrigsministerium og rådgiver sine kolleger i f.eks. spørgsmål om protokol. I katolske lande er Den Hellige Stols ambassadør (den pavelige nuntius) normalt doyen, uanset anciennitet.